# Dendrophryniscus minutus
Dendrophryniscus minutus är en groddjursart som först beskrevs av Melin 1941.  Dendrophryniscus minutus ingår i släktet Dendrophryniscus och familjen paddor. IUCN kategoriserar arten globalt som livskraftig. Inga underarter finns listade i Catalogue of Life.